# Salomão (sobrinho de Salomão)
Salomão (em grego: Σολόμων; romaniz.: Salómon) foi um oficial militar bizantino ativo na África bizantina sob o imperador Justiniano (r. 527–565). Foi o filho mais novo do padre Baco, irmão dos oficiais Sérgio e Ciro e sobrinho do famoso general bizantino Salomão. Sua primeira menção ocorrem em 544, durante a campanha de seu tio contra o rebelde mouro Antalas em Teveste; diz-se que naquele momento ainda era muito jovem. Participou na Batalha de Cílio, onde foi dado como morto, porém, na verdade, havia sido capturado pelos mouros, que o pouparam em decorrência de sua pouca idade. Entre os mouros identificou-se como vândalo, escravo de Salomão, e foi bem sucedido em conseguir que Pegásio, médico de Láribo, o comprasse por cinco soldos. Quando dentro da cidade, revelou sua verdadeira identidade para os mouros e zombou deles, o que levou-os a iniciar um cerco a cidade. Os habitantes foram forçados a pagar três mil soldos para fazê-los partir.
Depois deste evento, Salomão e Pegásio partiram para Cartago junto de alguns soldados. No caminho, Pegásio repreendeu-o por algum ato de injustiça e Salomão, irritado, matou-o. Ao retornar para Constantinopla foi absolvido pelo imperador e pela imperatriz, devido à alegação que Pegásio era um traidor. Segundo Procópio de Cesareia sua absolvição se deu pelo grande favor que seu irmão Sérgio tinha da imperatriz Teodora (r. 527–548). Uma carta imperial foi emitida, na qual foi lhe garantida imunidade sobre o assunto, e a ele foi concedido o direito de retornar para Dara para visitar sua família. Morreu ao longo do caminho.